# Tinotus trisectus
Tinotus trisectus är en skalbaggsart som beskrevs av Thomas Casey 1906. Tinotus trisectus ingår i släktet Tinotus och familjen kortvingar. Inga underarter finns listade i Catalogue of Life.